# Razões e Emoções
"Razões e Emoções" é o segundo single da banda brasileira NX Zero, gravado para seu segundo álbum de estúdio autointitulado NX Zero. É o single de maior sucesso da banda. Foi uma das canções mais tocadas no Brasil em 2007, muito executada no segundo semestre daquele ano, principalmente entre os meses de setembro a novembro. Recebeu o prêmio de Hit Do Ano no Video Music Brasil 2007.
Essa música foi escrita por Di Ferrero e Gee Rocha (vocal e guitarrista, respectivamente). O single recebeu uma certificação de Disco de Platina no Brasil, devido a mais de 100 mil downloads pagos, segundo a ABPD.

## Formatos e faixas
- Download digital[2]

1. "Razões e Emoções" (Com Bateria) - 3:38
2. "Razões e Emoções" (Sem Bateria) - 3:36

## Prêmios e indicações
| Ano  | Prêmio             | Categoria     | Resultado |
| ---- | ------------------ | ------------- | --------- |
| 2007 | Melhores do Ano    | Música do Ano | Venceu    |
| 2007 | Video Music Brasil | Hit Do Ano    | Venceu    |

## Certificações
| Brasil (ABPD)                             | Platina | 100.000^ |
| ^ vendas baseadas nos números de tiragens |         |          |